# زیار (آمل)
زیار ، روستایی از توابع بخش لاریجان شهرستان آمل در استان مازندران ایران است.

## جمعیت
این روستا در دهستان بالا لاریجان قرار دارد و براساس سرشماری مرکز آمار ایران در سال ۱۳۸۵، جمعیت آن ۵۰ نفر (۱۵خانوار) بوده‌است.

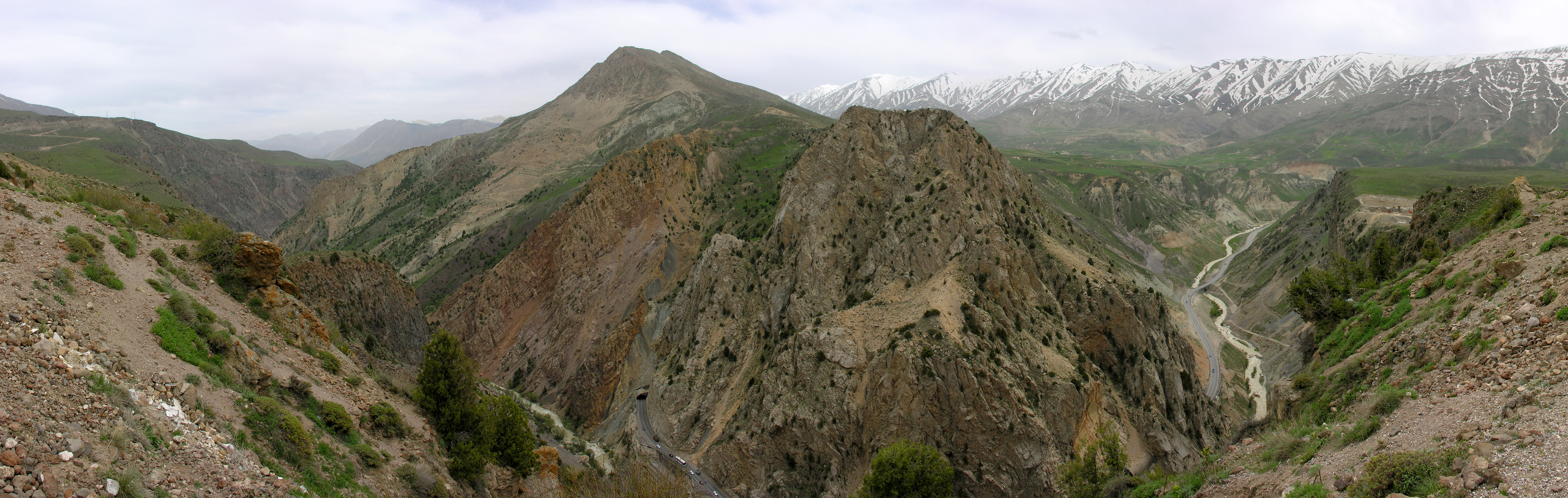
نمایی از جاده هراز و بخشی از رشته کوه البرز در منطقه زیار، بخش لاریجان در شهرستان آمل استان مازندران